# 歐陽主生
歐陽主生（16世紀—17世紀），號醒菴，江西吉安府廬陵縣桐坑鄉人，明朝政治人物。

## 生平
歐陽主生在崇禎三年（1630年）中舉人，七年（1634年）成進士，禮部觀政，獲授南京兵部武选司主事，當時四處有寇警，但他卻能力保不失，奏聞後獲賜金；十二年擢升武庫司郎中，不久外任直隸廣平府知府，在當地修築城池、儲備糧食、訓練民兵，每月教育各縣諸生，其中多人後來成為進士。屬下按例進獻花羨金、按部西衛稽屯規例呈上盤庫，盈餘二三千金，他都推辭不收；威縣令以棄城失守，進呈五千金求免罪，他嚴詞拒絕。
崇祯十五年（1642年）歐陽主生升為蘇松常鎮糧儲道副使，懲治奸官、革除耗例，數月後糧儲充盈，不久上請告歸，卒年八十二。

## 著作
曾與李興元纂修《吉安府志》。

## 引用
1. 1 2  同治《廬陵縣志·卷二十九·人物志》：歐陽主生，號醒菴，弱冠負文名，登崇禎甲戌進士。授南京兵部主事，時寇警四告，城守屹然，主生有力焉，奏聞勅紀錄賜金。擢武庫司郎中，旋知廣平府，修城池、裕儲糈，訓練民兵，月再課屬縣諸生才俊，勃興成進士知名者多人。各屬例進宮花羨金，按部西衛稽屯規例交盤庫，支解羨例各約二三千金，俱不受；威縣令以棄城失守進五千金求免，峻却之。陞蘇松常鎮糧儲道，剔蠧燭姦，加派耗諸例盡革；視事數月，四郡漕粟雲集，未幾請告回籍，年八十二卒。
2. ↑  同治《廬陵縣志·卷二十二·選舉志》：崇禎三年庚午（舉人）……歐陽主生 桐坑人，見進士
3. ↑  《崇祯七年甲戌进士三代履历》：欧阳主生，曾祖𫓧；祖葵；父務本。醒菴，易二房，甲辰年八月初六日生，庐陵人，庚午六十八名，会二百九十九名，二甲五十三名，礼部政，丁丑授南兵部武选司主事，己卯改职方司，己卯升武库司郎中，七月升廣平知府，壬午升湖廣副使蘇松道。
4. ↑  錢海岳《南明史·卷八十九·列傳第六十五》：（同石文器）時建、撫、臨、袁、贛遺臣：……廬陵則歐陽主生，字醒菴，崇禎七年進士。歷兵部主事、武庫司郎中，廣平知府，修城練兵，不受宮花羨金。威縣知縣失守土地，進五千金，卻之。遷蘇嵩副使，革弊政。請告歸。卒年八十二。